# تيد راسيل
تيد راسيل (بالإنجليزية: Ted Russell)‏ هو سياسي أيرلندي، ولد في 1 أبريل 1912، وتوفي في 28 نوفمبر 2004. انتخب عضو مجلس الشيوخ من أيرلندا عن دائرة Industrial and Commercial Panel ‏ وقد انضم خلال فترته النيابية ‏ (5 نوفمبر 1969 – 30 أبريل 1973)  للكتلة البرلمانية مستقل وانتخب عضو مجلس الشيوخ من أيرلندا عن دائرة Industrial and Commercial Panel ‏ وقد انضم خلال فترته النيابية ‏ (1 يونيو 1973 – 22 يونيو 1977)  للكتلة البرلمانية مستقل وفي الانتخابات العمومية الإيرلندية 1957 ‏، انتخب نائب دييل عن دائرة ليمريك الشرقية ‏ وقد انضم خلال فترته النيابية ‏ (20 مارس 1957 – 1 سبتمبر 1961)  للكتلة البرلمانية مستقل.